# Seondha
Seondha là một thị xã và là một nagar panchayat của quận Datia thuộc bang Madhya Pradesh, Ấn Độ.

## Địa lý
Seondha có vị trí 26°10′B 78°47′Đ / 26,16°B 78,78°Đ Nó có độ cao trung bình là 152 mét (498 feet).

## Nhân khẩu
Theo điều tra dân số năm 2001 của Ấn Độ, Seondha có dân số 19.540 người. Phái nam chiếm 55% tổng số dân và phái nữ chiếm 45%. Seondha có tỷ lệ 60% biết đọc biết viết, cao hơn tỷ lệ trung bình toàn quốc là 59,5%: tỷ lệ cho phái nam là 69%, và tỷ lệ cho phái nữ là 49%. Tại Seondha, 16% dân số nhỏ hơn 6 tuổi.